# Klaus Fritz
Klaus Fritz (* 1958 in Tübingen) ist ein deutscher Übersetzer.

## Leben
Fritz hat Soziologie, Politikwissenschaft und Philosophie in Berlin studiert.
Bekannt wurde Fritz vor allem als Übersetzer der Harry-Potter-Romane (seit 1998). Für die Übersetzung des Romans Harry Potter und der Feuerkelch bekam er auch 2001 den Deutschen Phantastik Preis.
Davor übersetzte er hauptsächlich Sachbücher wie zum Beispiel Fermats letzter Satz von Simon Singh oder mit zwei Übersetzerkollegen Gerhard L. Weinbergs globale Geschichte des Zweiten Weltkrieges The world at arms. Fritz übersetzte zudem Michael Morpurgos Kinderroman Schicksalsgefährten sowie seinen mehrfach international ausgezeichneten Roman Mein Bruder Charlie. Des Weiteren das 2010 mit dem Kinder- und Jugendbuchpreis Luchs ausgezeichnete Buch Kaputte Suppe von Jenny Valentine und Valentines Jugendbuch Durchs Feuer aus dem Jahre 2014.